# Delma molleri
Delma molleri är en ödleart som beskrevs av  Christian Frederik Lütken 1863. Delma molleri ingår i släktet Delma och familjen fenfotingar. Inga underarter finns listade i Catalogue of Life.
Arten förekommer i delstaten South Australia i Australien. Den saknar extremiteter. Delma molleri vistas i gräsmarker och i trädgrupper. Honor lägger ägg. Ödlan besöker odlingsmark.
För beståndet är inga hot kända. Hela populationen anses vara stabil. IUCN listar arten som livskraftig (LC).